# 韓国併合再検討国際会議
韓国併合再検討国際会議（かんこくへいごうさいけんとうこくさいかいぎ、英語：A Reconsideration of the Annexation of Korea）は2001年の1月、4月、11月に開催された、韓国併合（日韓併合）の合法性・違法性を巡る議論を扱った一連の国際学術会議である。
大韓民国（韓国）側の強いイニシアティブにより、韓国側の主張する違法論を国際的に認めさせようという政治的意図の下に主導・開催されたものであったが、違法であるとする国際的なコンセンサスは得られなかった。

## 背景
日韓併合について、韓国では「違法であった」と主張するのが一般的であり、「合法であった」と主張する側との間に論争が起きており、学会では「日韓併合合法不法論争」と呼ばれている。1965年の日韓国交正常化の際も激しく対立したが、合法・不法の結論は出さず、最終的に日本国と大韓民国との間の基本関係に関する条約（日韓基本条約）において「もはや無効であることが確認される」との表現で国交正常化にこぎつけた経緯がある。
この問題について、岩波の『世界』誌上で日韓の学者が争ったが決着が着かず、本国際会議が韓国政府傘下の国際交流財団の財政支援のもと韓国の学者達の主導により準備された。韓国側は国際舞台で不法論を確定し、日本への謝罪と補償の要求の根拠とする意図であったとされる。また、今後行われるであろう日本と北朝鮮との国交正常化交渉の場で韓国が曖昧にしか処理できなかった「過去」の問題に対して日本にその責任を認めさせようという強い政治的意図を帯びたものであったともされる。こうした経緯により、日本側の報告者が合法、違法にかかわらず個々に持論を展開したのに対し、韓国側報告者の見解は一致して入念な準備によって構成された「違法性」を主張するものであったという。

## 第1回会議
2001年1月にハワイにて開催。日米韓の学者が参加。

## 第2回会議
2001年4月に東京都多摩市にて開催。

## 第3回会議
2001年11月にハーバード大学にて開催。第1回、第2回を引き継ぎ、締めくくりの役割を持つものとして開催。日韓米のほか、英独の学者も加え結論を出す総合学術会議だった。日本側からは5人が参加したが、海野福寿明治大学教授の「不当だが合法」論や笹川紀勝国際基督教大学教授の不法論など見解が分かれていた。韓国側は4人が参加し、「条約に国王の署名がない」ことなどを理由に不法論を主導している李泰鎭ソウル大学校教授を始め、全員が不法論で会議をリードしようとした。しかし日本の原田環広島女子大学教授は併合条約に先立ち、大日本帝国が大韓帝国を保護国にした日韓保護条約（第二次日韓協約）について高宗皇帝は条約に賛成しており、批判的だった大臣たちの意見を却下していた事実を紹介し、注目された。併合条約に国王の署名や批准がなかったことについても、国際法上必ずしも必要なものではないとする見解が英国の学者らから出された。アンソニー・キャティダービー大学教授は、そもそも当時、国際法といえるものが存在していたかどうかさえ疑わしいとし、特定の条約の合法、違法を判断するに足る法を発見するのは困難であると主張。国際法の権威者ジェームズ・クロフォードケンブリッジ大学教授は、当時の国際慣行法からすると英米を始めとする列強に認められている以上、仮に手続きにどのように大きな瑕疵があろうとも「無効」ということはできないと指摘した。